# Phaeohymenula fusispora
Phaeohymenula fusispora är en svampart som beskrevs av Petr. 1954. Phaeohymenula fusispora ingår i släktet Phaeohymenula, divisionen sporsäcksvampar och riket svampar.   Inga underarter finns listade i Catalogue of Life.